# Прогрес (1910)
„Прогрес“ (изписване до 1945 година: Прогресъ) с подзаглавие Вестник за политика, търговия, стопанство, изкуство и литература е български вестник, издаван в град Кюстендил, България, в 1910 година.
| Годишнина | Броеве | Дата                          |
| --------- | ------ | ----------------------------- |
| I         | 1 – 8  | 20 януари 1910 – 13 март 1910 |

„Прогрес“ е местен орган на Прогресивнолибералната партия в Кюстендил. Излиза всяка сряда от 20 януари 1910 година до 13 март 1910 година. Отговорен редактор е Владимир Д. Беровски, а от 8-ия брой – Ст. Милев. Издател е П. Паунов. Печата се в печатница „Александър Пилев“ в тираж от 500 броя.